# ژوزپ پوچ ای کادافالچ
 ژوزپ پوچ ای کادافالچ (انگلیسی: Josep Puig i Cadafalch؛ ۱۷ اکتبر ۱۸۶۷ – ۲۳ دسامبر ۱۹۵۶) یک معمار اهل اسپانیا بود.